# Dholpur (huyện)
Huyện Dholpur là một huyện thuộc bang Rajasthan, Ấn Độ. Thủ phủ huyện Dholpur đóng ở Dholpur. Huyện Dholpur có diện tích 3084 ki lô mét vuông. Đến thời điểm năm 2001, huyện Dholpur có dân số 982815 người.